# Rossano Brasi
Rossano Francesco Brasi (Bergamo, 3 giugno 1972) è un ex pistard e ciclista su strada italiano.
Professionista dal 1994 al 2002, fu medaglia d'oro nella Cronometro a squadre Dilettanti nel 1993.

## Carriera
Passista dalle buone capacità, fu abile nelle gare in pista. Da allievo vinse i campionati nazionali dell'inseguimento sia a squadre che individuale e ottenne anche un quarto posto olimpico ai Giochi di Barcellona nell'inseguimento a squadre.
Nel 1993, da dilettante, fu campione del mondo della cronometro a squadre.
Da professionista ottenne due sole vittorie, tra cui la prima edizione per professionisti della Classica di Amburgo.

## Palmarès

### Pista
- 1988 (Allievi)

Campionati italiani, Inseguimento individuale
Campionati italiani, Inseguimento a squadre (con Andrea Peron, Davide Rebellin, Cristian Salvato)

### Strada
- 1992 (dilettanti)

10ª tappa Settimana Ciclistica Bergamasca
- 1993 (dilettanti)

Campionati del mondo, Cronosquadre (con Gianfranco Contri, Cristian Salvato, Rosario Fina)
- 1995

Grote Scheldeprijs
- 1996

Giro di Amburgo

## Piazzamenti

### Grandi Giri
- Tour de France

1995: 102º
1996: 97
1997: 130º
1998: 82º
1999: 127º
2000: non partito (1ª tappa)
- Giro d'Italia

1997: 91º
- Vuelta a España

1999: 86º

### Classiche monumento
- Milano-Sanremo

1995: 67º
1996: 108º
1997: 69º
1998: 44º
1999: 138º
2000: 111º
- Giro delle Fiandre

1995: 67º
1996: 108º
1997: 69º
1998: 44º
1999: 138º
2000: 111º
- Parigi-Roubaix

1995: 89º
1999: 52º
2000: 55º
- Liegi-Bastogne-Liegi

2000: 103º

### Competizioni mondiali
- Campionati del mondo su strada

Oslo 1993 - Cronosquadre: vincitore
- Giochi olimpici

Barcellona 1992 - Inseguimento a squadre: 4º